# Lois Chiles
Lois Cleveland Chiles (Houston, 15 de abril de 1947) es una actriz y antigua modelo estadounidense conocida por sus papeles de Dra. Holly Goodhead  en la película de la saga James Bond: Moonraker de 1979 y en Creepshow 2 en donde interpretaba a Annie Lansing, una conductora que atropelló a un autoestopista.

## Biografía

### Primeros años
Chiles nació en Houston, Texas y es hija de Barbara Wayne Kirkland y Marion Clay Chiles, cuyo hermano (tío paterno de la actriz): Eddie Chiles, fue presidente del equipo de la MLB: Texas Rangers. Tiene dos hermanos, de los cuales uno falleció mientras que el otro es presidente y portavoz de la compañía Bristow Group, Inc.

### Estudios e inicios
Se crio en Alice, Texas y estudió en la Universidad de Austin y en Finch College de Nueva York. Mientras asistía a esta última universidad, el editor de la revista Glamour se fijó en ella mientras buscaba un rostro joven para la edición universitaria anual de la revista. Enseguida empezó a trabajar para agencias de modelos como Wilhelmina Models y Elite Models en París. Posteriormente trabajó para Roy London. Durante los años 70 estuvo saliendo con Don Henley hasta que rompieron con su relación. En 2005 contrajo matrimonio con el economista Richard Gilder.

### Trayectoria
Tras vivir una exitosa carrera como modelo, en 1972 debutó en la gran pantalla en la película Together for Days y un año después en The Way We Were donde compartió cartel con Robert Redford y Barbra Streisand. En 1974 actuó en El gran Gatsby junto a Mia Farrow y Redford por segunda vez.
En 1978 apareció en la película Muerte en el Nilo, basada en la novela de Agatha Christie; no obstante debe gran parte de su popularidad al papel como Chica Bond en la película de 1979 Moonraker, donde encarnó a la Dra. y científica Holly Goodhead como villana de un James Bond encarnado por Roger Moore. En un principio, los productores se habían fijado en ella para participar en la película previa de James Bond, La espía que me amó, pero declinó el papel para tomarse un descanso. Otros filmes en los que participó fue la producción de 1978 Coma.
Aquel mismo año falleció su hermano pequeño debido a un linfoma no-Hodgkin, razón por la que se tomó un retiro de tres años en el preciso momento que su carrera empezaba a despegar. Tiempo después su trayectoria empezaría a decaer y le costaría encontrar papeles a su altura; pero Pauline Kael hizo una crítica positiva sobre su interpretación en la película de 1986 dirigida por Alan Alda Sweet Liberty. Dos años después aparecería en Broadcast News en el papel de Jennifer Mack, con el que obtuvo buenas críticas. En 1987 apareció en la película de George A. Romero: Creepshow 2 basada en la novela de Stephen King y en 1989 en Say Anything... en un cameo.
A lo largo de los años '90, participó en la película de Disney: Wish Upon a Star de 1996 y en la película de acción de 1997 Speed 2 y en la comedia Austin Powers: International Man of Mystery.
En cuanto a la televisión, fue el romance de J.R. Erwing en la serie Dallas en la temporada 1982-83. También hizo participaciones regulares en series como Hart to Hart, In the Heat of the Night y Murder, She Wrote (Se ha escrito un crimen). En 1991 y en 1996 volvió al cine con Diary of a Hitman y Curdled respectivamente. En 2005 apareció en los dos episodios finales de la quinta temporada de CSI: Crime Scene Investigation de la mano de Quentin Tarantino con quien coincidió en Curdled.
En la primavera de 2002 habló sobre interpretación en la Universidad de Houston. A diferencia de algunas "Chicas Bond", Chiles declaró de manera tajante y chistosa que: "ser una Chica Bond es una manera divertida de que te recuerden, aunque tener que suspirar "¡Oh James!" es algo molesto ya que no puedes vivir de las fantasías de la gente".